# Vita Kuktienė
Vita Kuktienė (ur. 6 sierpnia 1980 w Wiłkomierzu) – litewska koszykarka, występująca na pozycjach niskiej lub silnej skrzydłowej, reprezentantka kraju.

## Osiągnięcia
Na podstawie, o ile nie zaznaczono inaczej..

### Drużynowe
- Mistrzyni:
  - Ligi Bałtyckiej (2001–2004, 2006, 2010–2012, 2014)
  - Hiszpanii (2015)[3]
  - Litwy (2001–2004, 2006, 2010–2014)[4][5][6][7][8][9]
- Wicemistrzyni:
  - Hiszpanii (2016)[10]
  - Chorwacji (2007)[11]
- Zdobywczyni:
  - pucharu:
    - Chorwacji (2007)[11]
    - Litwy (2011, 2012, 2013, 2014)[6][7][8][9]

  - Superpucharu Hiszpanii (2015)[10]
- Finalistka Pucharu Litwy (2017)[12]
- Uczestniczka międzynarodowych rozgrywek:
  - Euroligi (2000–2004, 2005/2006, 2009–2012, 2013/2014, 2015/2016)
  - Eurocup (2006/2007, 2012/2013)

### Indywidualne
(* – nagrody przyznane przez portal eurobasket.com)
- Najlepsza*:
  - zawodniczka zagraniczna ligi chorwackiej (2007)*[11]
  - skrzydłowa ligi litewskiej (2012, 2013)[7][8]
- Zaliczona do*: 
  - I składu:
    - ligi litewskiej (2006, 2012, 2013)[4][7][8]
    - zawodniczek:
      - krajowych ligi litewskiej (2006, 2012)[4][7]
      - zagranicznych ligi chorwackiej (2007)[11]

  - II składu ligi:
    - chorwackiej (2007)[11]
    - litewskiej (2017)[12]

  - składu honorable mention (2011, 2014)[6][9]

### Reprezentacja
Seniorska
- Uczestniczka:
  - mistrzostw:
    - świata (2002 – 11. miejsce, 2006 – 6. miejsce)
    - Europy (2001 – 4. miejsce, 2005 – 4. miejsce, 2007 – 6. miejsce, 2015 – 8. miejsce)

  - kwalifikacji do mistrzostw Europy (2003, 2015, 2017)

Młodzieżowe
- Uczestniczka kwalifikacji do mistrzostw Europy:
  - U–20 (2000)
  - U–18 (1998)